# Río Mahaicony
El río Mahaicony es un curso de agua en Guyana. Se encuentra en la región de Mahaica-Berbice, en la parte noreste del país, 50 km al sureste de la capital Georgetown.
El clima de sabana predomina en la zona. La temperatura media anual en la zona es de 24 °C. El mes más cálido es octubre, cuando la temperatura promedio es de 26 °C, y el más frío es enero, con 22 °C. La precipitación media anual es de 1.850 milímetros. El mes más lluvioso es mayo, con un promedio de 274 mm de precipitación, y el más seco es septiembre, con 19 mm de precipitación. La agricultura y la ganadería son el uso predominante por parte del hombre en los tramos bajos del río.
Noventa y seis millas río arriba se encuentra el pueblo de Moraikobai. El pueblo de Mahaicony se encuentra en la desembocadura del río.